# Corydalis cornupetala
Corydalis cornupetala är en vallmoväxtart som beskrevs av Y.H.Kim och J.H.Jeong. Corydalis cornupetala ingår i släktet nunneörter, och familjen vallmoväxter. Inga underarter finns listade i Catalogue of Life.